# Seroasă
Seroasa sau membrana seroasă este o membrană tisulară netedă a mezoteliului care căptușește conținutul și pereții interiori ai cavităților corpului, care secretă lichid seros pentru a permite mișcări de alunecare lubrifiată între suprafețele opuse. Este formată din doua foițe, foița viscerală și foița parietală.

## Exemple
- Pericardul seros
- Pleură
- Peritoneu
- Tunică vaginală (testicul)